# Kong shan ling yu
Kong shan ling yu é um filme de drama hong-konguês de 1979 dirigido e escrito por King Hu. Foi selecionado como representante de Hong Kong à edição do Oscar 1980, organizada pela Academia de Artes e Ciências Cinematográficas.

## Elenco
- Hsu Feng
- Sun Yueh
- Shih Jun
- Tien Feng
- Chen Hui Lou
- Paul Chun - Hui Ssu
- Tung Lin